# Stellifer brasiliensis
Stellifer brasiliensis és una espècie de peix de la família dels esciènids i de l'ordre dels perciformes.

## Morfologia
- Els mascles poden assolir 14,5 cm de longitud total.[4][5]

## Hàbitat
És un peix marí, de clima tropical i demersal.

## Distribució geogràfica
Es troba a l'Atlàntic sud-occidental: el Brasil.

## Observacions
És inofensiu per als humans.